# 久保田秀敏
久保田 秀敏（くぼた ひでとし、1987年1月12日 - ）は、日本の俳優。福岡県出身。エイベックス・マネジメント所属。身長175cm、体重67kg。

## 来歴
福岡県の専門学校を卒業後就職のため上京、2009年、美容師として活動中にスカウトで芸能界に入った。2009年以前にも度々芸能界への誘いを複数社から受けており、店舗の方針と自身の望みがズレていることに悩んでいた際に芸能の仕事にも興味があったことからスカウトを受けたのがきっかけ。
小さい頃から美容師と芸能人を夢見ており、「両方の夢を叶えたことになる」とインタビューで語っている。
ミュージカル『テニスの王子様』2ndシーズンで仁王雅治役を演じ、2013年8月21日からは舞台『心霊探偵八雲 いつわりの樹』で主人公・斉藤八雲役を演じた。その後2015年にも『心霊探偵八雲　祈りの柩』で主役を演じている。
尊敬する俳優は香川照之、山田孝之。

## 出演

### 舞台
- 『ライジングフラッグ』（2011年7月22日 - 24日、池袋シアターKASSAI）
- 東京俳優市場 2011年冬 第1話『きよしこの猫』（2011年12月7日 - 11日、笹塚ファクトリー） - 猫 役
- ミュージカル『テニスの王子様』2ndシーズン - 仁王雅治 役[2][3]
  - 青学vs立海 （2012年7月13日 - 9月23日、TOKYO DOME CITY HALL 他）
  - SEIGAKU Farewell Party （2012年10月11日 - 14日、TOKYO DOME CITY HALL）
  - 青学vs比嘉 （2012年12月20日 - 2013年2月17日、日本青年館 大ホール 他）
  - 10周年記念コンサート Dream Live 2013（2013年4月27日 - 29日、横浜アリーナ / 5月3日 - 5日、神戸ワールド記念ホール）
  - 春の大運動会2014（2014年4月26日、横浜アリーナ）
  - 全国大会 青学vs立海 （2014年7月12日 - 9月28日、TOKYO DOME CITY HALL 他）
  - コンサート Dream Live 2014（2014年11月15日 - 16日、神戸ワールド記念ホール / 11月22日 - 24日、さいたまスーパーアリーナ）
- 舞台版『心霊探偵八雲』- 主演 斉藤八雲 役
  - 『いつわりの樹』（再演）（2013年8月21日 - 28日、青山円形劇場）[2][3]
  - 『祈りの柩』（2015年2月11日 - 22日、新国立劇場 小劇場 / 2月27日 - 3月1日、ABCホール）[5]
  - 『裁きの塔』（2017年5月31日 - 6月11日、品川プリンスホテル クラブeX / 2017年6月16日 - 18日、大阪ビジネスパーク円形ホール）
- 舞台「私のホストちゃん」 - 流星 役
  - 舞台「私のホストちゃん」（2013年10月25日 - 11月4日、青山劇場）
  - ～血闘！福岡中洲編～（2014年12月5日 - 14日、日本青年館 / 12月26日・27日、森ノ宮ピロティホール）
  - THE FINAL ～激突！名古屋栄編～（2016年1月29日 - 3月2日、天王洲 銀河劇場 他）[6]
  - REBORN（2017年1月11日 - 2月2日、サンシャイン劇場　他）[7]
  - REBORN～絶唱！大阪ミナミ編～（2018年1月23日、サンシャイン劇場）※ゲスト出演
- 歳末明治座る・フェア ～年末だよ！みんな集合！！～（2013年12月21日 - 24日・31日、明治座 / NHK大阪ホール） - 徳川家光 役
- 『POTLUCK FESTA 2015』～即興芝居×即プレビュー×プロレス!?～（2015年1月17日、ディファ有明）[8][9][10]
- リーディング『乱暴と待機』（2015年7月10日、赤坂RED/THEATER） - 山根英則 役
- AZUMI - 沢木圭次郎 役
  - AZUMI 幕末編（2015年9月11日 - 24日、新国立劇場 中劇場）[11]
  - AZUMI ニューイヤーパーティー（2015年12月31日 - 2016年1月4日、Zeppブルーシアター六本木）
- 錆びつきジャックは死ぬほど死にたい（2015年10月28日 - 11月3日、CBGKシブゲキ!!） - ジャック 役[12]
- ～崩壊シリーズ～ 『九条丸家の殺人事件』（2016年4月8日 - 24日、俳優座劇場 / 4月27日、日本特殊陶業市民会館 ビレッジホール / 4月29日、シアターBRAVA! / 4月30日- 5月1日、イムズホール）
- 若様組まいる（2016年8月7日 - 14日、天王洲 銀河劇場） - 園山薫 役[13]
- ちるらん 新撰組鎮魂歌（2017年4月7日 - 10日、森ノ宮ピロティホール / 4月20日 - 30日、天王洲 銀河劇場） - 岡田以蔵 役[14]
- 朗読劇「RAYZ OF LIGHT」（再演）（2017年5月6日、シダックスカルチャーホール） - 冷泉 役[15]
- 歴タメLive～歴史好きのエンターテイナー大集合!
  - 第2弾（2017年7月27日 - 29日、YAMANO HALL）[16]
  - 第3弾（2018年9月8日・9日、EX THEATER ROPPONGI）[17]
  - 第4弾（2019年3月15日 - 17日、EX THEATER ROPPONGI）[18]
- 家城啓之✖小川菜摘　姉妹シリーズ第三弾「おねだり」（2017年9月26日 - 10月1日、シアターサンモール / 10月5日・6日、HEP HALL）
- ミュージカル『スカーレット・ピンパーネル』（2017年11月13日 - 15日、梅田芸術劇場 メインホール / 11月20日 - 12月5日、TBS赤坂ACTシアター） - ベン 役
- もののふシリーズ「駆けはやぶさ ひと大和」（2018年2月8日 - 18日、天王洲 銀河劇場 / 2月24日 - 25日、森ノ宮ピロティホール） - 榎本武揚 役[19]
- 家族のはなし（2018年5月3日 - 4日、サントミューゼ 上田市交流文化芸術センター / 5月11日 - 13日、IMAホール） - 主演 山本幸太 役[20]
- うつろ[虚]のまこと[実] - 近松浄瑠璃久遠道行（2018年6月3日 - 10日、博品館劇場）
- 戦刻ナイトブラッド（2018年8月16日 - 26日、天王洲 銀河劇場）‐ 織田信長 役[21][22]
- アンチイズム（2018年12月12日 - 20日、あうるすぽっと）[23]
- 文豪とアルケミスト - 芥川龍之介 役
  - 余計者ノ挽歌（2019年2月21日 - 28日、シアター1010 / 3月9日・10日、京都劇場）[24]
  - 異端者ノ円舞（ワルツ）（2019年12月27日 - 29日、森ノ宮ピロティホール / 2020年1月8日 - 13日、品川プリンスホテル ステラボール）[25]
  - 綴リ人ノ輪唱（2020年9月10日 - 22日、品川プリンスホテル ステラボール / 9月25日 - 27日、京都劇場）[26]
  - 嘆キ人ノ廻旋（2022年9月2日 - 11日、品川プリンスホテル ステラボール / 9月17日 - 19日、森ノ宮ピロティホール）[27][28]
- 「劇団アニメ座ハイブリッド～めぐりあい・舞台～」（2019年3月21日 - 26日、CBGKシブゲキ!!） - 壮蔵 役[29]
- 舞台「黒子のバスケ」ULTIMATE-BLAZE～帝光編～リーディング（2019年4月15日配信）‐ 虹村修造 役
- ミュージカル『憂国のモリアーティ』 - アルバート・ジェームズ・モリアーティ 役
  - ミュージカル『憂国のモリアーティ』（2019年5月10日 - 19日、天王洲 銀河劇場 / 5月25日 - 26日、柏原市民文化会館リビエールホール）
  - ミュージカル『憂国のモリアーティ』Op.2 -大英帝国の醜聞- （2020年7月31日 - 8月10日、天王洲 銀河劇場 / 8月14日 - 16日、京都劇場）[30]
  - ミュージカル『憂国のモリアーティ』Op.3 -ホワイトチャペルの亡霊-（2021年8月5日 - 15日、品川プリンスホテル ステラボール / 8月19日 - 22日、サンケイホールブリーゼ）[31][32]
  - ミュージカル『憂国のモリアーティ』Op.4（2023年1月27日 - 29日、新歌舞伎座 / 2月2日 - 12日、天王洲 銀河劇場）[33][34]
- 斬劇『戦国BASARA』天政奉還（2019年7月12日 - 21日、ヒューリックホール東京 / 7月26日 - 28日、梅田芸術劇場 シアター・ドラマシティ） - 足利義輝 役
- 舞台『男子はつらくないよ？？』（2019年8月7日 - 11日、有楽町よみうりホール） - ようすけ（大人） 役[35]
- 『トリスケリオンの靴音』（2019年9月4日 - 16日、赤坂RED/THEATER） - 佐久間 役[36]
- 舞台『血界戦線』 - スティーブン・A・スターフェイズ 役
  - 舞台『血界戦線』（2019年11月2日 - 10日、天王洲 銀河劇場 / 11月14日 - 17日、梅田芸術劇場 シアター・ドラマシティ）[37]
  - 舞台『血界戦線』Beat Goes On（2020年11月20日 - 29日、天王洲 銀河劇場 / 12月3日 - 6日、メルパルク大阪 ホール）[38]
  - 舞台『血界戦線』Blitz Along Alone（2021年10月22日 - 31日、天王洲 銀河劇場 / 11月4日 - 7日、梅田芸術劇場シアター・ドラマシティ）
- Avenue X theater vol.1「『バレンタイン・ブルー』～Xアベニューに吹く風は素敵なメロディを連れてくる～」（2020年2月18日 - 25日、博品館劇場）[39]
- ミュージカル『薄桜鬼』 - 土方歳三 役
  - ミュージカル『薄桜鬼 真改』相馬主計篇（2020年4月2日 - 5日、明治座（特別公演） / 4月9日 - 12日、サンケイホールブリーゼ）[40]（※ 新型コロナウイルスの影響で公演中止）
  - ミュージカル『薄桜鬼 真改』相馬主計篇（2021年4月1日 - 4日、日本青年館ホール / 4月8日 - 11日、AiiA 2.5 Theater Kobe）[41][42]
  - ミュージカル『薄桜鬼 真改』斎藤一 篇（2022年4月22日 - 27日、品川プリンスホテル ステラボール / 5月1日 - 5日、京都劇場）[43][44]
  - ミュージカル『薄桜鬼』HAKU-MYU LIVE 3（2022年10月29日・30日、Zepp Namba OSAKA / 11月11日 - 13日、Zepp DiverCity TOKYO）[45][46]
  - ミュージカル『薄桜鬼 真改』山南敬助篇（2023年4月8日 - 16日、シアター1010 / 4月22日・23日、サンケイホールブリーゼ）[47]
  - ミュージカル『薄桜鬼 真改』土方歳三篇（2024年4月13日・14日、AiiA 2.5 Theater Kobe / 4月19日 - 29日、天王洲 銀河劇場）[48][49]
  - ミュージカル『薄桜鬼 真改』藤堂平助 篇（2025年6月20日 - 29日、天王洲 銀河劇場）[50]
  - ミュージカル『薄桜鬼』HAKU-MYU LIVE 4（2025年12月19日 - 21日、Zepp DiverCity TOKYO / 12月27日 - 28日、Zepp Osaka Bayside）[51]
- 東京原子核クラブ（2021年1月10日 - 17日、本多劇場） - 狩野良介 役[52][53][54]
- 朗読劇『5 years after ver.5～K-N-U-K～』（2021年4月17日 - 25日、すみだパークシアター倉）[55]
- 音楽劇『ガリレオ★CV』（2021年5月26日 - 30日、シアターサンモール） - Team Galileo 湯川学 役[56]
- 「池袋ウエストゲートパーク」THE STAGE（2021年6月25日 - 27日、豊洲PIT / 7月1日 - 4日、シアター1010） - 横山礼一郎 役[57]
- 朗読劇「トップスまで、あと5秒!」（2021年9月11日 - 12日、新宿シアタートップス） - 男1 役[58]
- 舞台「SK∞ エスケーエイト The Stage」 - Cherry blossom 役[59]
  - 舞台「SK∞ エスケーエイト The Stage」 第1部：The First Part ～熱い夜のはじまり～（2021年12月2日 - 12日、天王洲 銀河劇場）
  - 舞台「SK∞ エスケーエイト The Stage」 第2部：The Last Part ～俺たちの無限大～（2022年1月15日 - 24日、日本青年館ホール）（※ 新型コロナウイルスの影響で公演中止）
- 舞台「チコちゃんに叱られる！ on STAGE」～そのとき歴史はチコっと動いた！～（2022年3月18日 - 21日、日本青年館ホール / 3月26日・27日、サンケイホールブリーゼ） - 聖徳太子 役[60]
- Punk Fantasy『BOSS CAT』～シャルル・ペロー「長靴をはいた猫」より～（2022年6月10日 - 19日、品川プリンスホテル ステラボール） - オーガ / 執事 / 三男 役[61]
- お月さまへようこそ（2022年7月28日 - 31日、パルテノン多摩 大ホール）[62]
- Story Rocking『ピーチ』 ～芥川龍之介「桃太郎」より～（2023年10月20日 - 29日、シアター1010 / 11月4日・5日、梅田芸術劇場 シアター・ドラマシティ） - イワン・フェザンチ 役[63]
- HIGH CARD the STAGE - CRACK A HAND（2024年1月19日 - 29日、シアター1010） - ノーマン・キングスタット 役[64]
- 女の友情と筋肉 THE MUSICAL -幸せの上腕二頭筋-（2024年5月17日、なかのZERO 大ホール / 5月25日・26日、森ノ宮ピロティホール / 5月30日 - 6月9日、品川プリンスホテル ステラボール） - 長谷川ショウタ 役[65]
- キ上の空論 獣三作 三作め『緑園にて祈るその子が獣』（2024年9月11日 - 16日、本多劇場）[66]
- タクフェス 第12弾『夕 -ゆう-』（2024年11月1日 - 10日、サンシャイン劇場 / 11月14日 - 17日、梅田芸術劇場 シアター・ドラマシティ / 11月23日、キャナルシティ劇場 / 11月29日 - 12月1日、ウインクあいち / 12月12日、カナモトホール） - 相川雅弥 役[67]
- まつもと市民芸術館プロデュース『殿様と私』（2025年2月13日 - 16日、まつもと市民芸術館 小ホール / 2月28日 - 3月2日、近鉄アート館）[68]
- トレンディは突然に 2025 夏（2025年8月27日 - 9月1日〈予定〉、CBGKシブゲキ!!） - 香月ケンジ 役[69][70]
- 舞台『マイホームヒーロー』（2025年11月13日 - 24日〈予定〉、品川プリンスホテル クラブeX） - 麻取義辰 役[71]

### テレビドラマ
- 俺たちは天使だ!_NO_ANGEL_NO_LUCK（2009年7月1日 - 12月23日、テレビ東京）
- JIN-仁-（2009年10月 - 12月、TBS） - 医学生 役
- タンブリング（2010年4月 - 6月、TBS） - 生徒 役
- 超絶☆絶叫ランド（2013年7月 - 9月、CBC） - 大庭直樹 役
- 私のホストちゃんS～新人ホストオーナー奇跡の密着6カ月～（2014年4月 - 9月、テレビ朝日） - 流星 役
- 大奥 「第二部～悲劇の姉妹～」（2016年1月29日、フジテレビ） - 吉田源一郎 役
- 女優堕ち（後編：2016年3月30日、BS朝日）
- 早子先生、結婚するって本当ですか? 第2話（2016年4月28日、フジテレビ） - 赤羽淳 役
- ゴールドウーマン（2016年5月28日、テレビ朝日） - 長谷部 役
- せいせいするほど、愛してる 最終話（2016年9月20日、TBS）
- バスケも恋も、していたい 第3話（2016年9月21日、フジテレビ） - 杉野秀才 役
- 花実のない森 （2017年3月29日、テレビ東京） - ボーイ（黒服）役
- 探偵物語 （2018年4月8日、テレビ朝日）
- 世にも奇妙な物語 '18秋の特別編 「クリスマスの怪物」（2018年11月10日、フジテレビ） ‐ 宮田晃 役
- ノーサイド・ゲーム 第1話（2019年7月7日、TBS） - 記者 役
- 家政夫のミタゾノ 特別編（2020年5月29日、テレビ朝日） - 佐藤 役
- 特捜9 Season4（2021年） - 結城翔 役
- WOWOWオリジナルドラマ ヒル Season2 第1話（2022年4月15日、WOWOWプライム）

### 映画
- DANCE!DANCEDANCE!! （2013年7月） - 辛島賢次 役
- ゲバルト（2013年11月、オールインエンタテインメント） - 玄葉瑠偉人 役
- カバディーン!!!!!!!～嗚呼・花吹雪高校篇～ - 碓井 役
- 野良犬はダンスを踊る（2015年、FAITHentertainment） - 川口一輝 役
- 新宿ミッドナイトベイビー（2016年1月） - アキラ 役
- 不能犯（2018年2月、ショウゲート） - 榊克明 役
- フェイクアウト！（2025年6月20日、ギグリーボックス） - 杉本聡 役[72]

### Vシネマ
- 頂点（てっぺん）（2017年）全3作 - 反町（元 暴走族「狂乱爆走会」） 役

### Webドラマ
- テラフォーマーズ/新たなる希望（2016年4月、dTV） - 藤沢幸彦 役
- YouTube 背神ドラマ『ネット怪談×百物語』」シーズン2　※11話～20話（2020年8月 - 10月、YouTube）[73]

### テレビ番組
- ノンストップ!（2013年11月6日・2014年3月21日、フジテレビ）
- SHELiCoの夜活～こんがりネェさんの大人買い～（2014年10月21日、フジテレビ）
- 初めて○○やってみた（2014年11月9日、テレビ朝日）
- ブラマヨとゆかいな仲間たち アツアツっ!（2015年4月19日、テレビ朝日）
- ラストキス～最後にキスするデート（2015年12月1日、TBS）[74]
- 究極の男は誰だ!?最強スポーツ男子頂上決戦（2015年12月23日、TBS）[74]
- イケメン通販騎士（ナイト）（2017年1月8日 - 、テレビ朝日） - ビューティー久保田[75]
- 夜な夜なBACHELOR飯（2018年10月28日 - 、tvk）[76]

### その他
- 俺の地図帳～地理メンBOYSが行く～（2014年、ニコニコ生放送 / 読売テレビ）
- 美少年コテージ（2014年8月11日 - 19日（9夜連続放送）、a-nationTV）

## 著作
- 『久保田秀敏1st写真集『1page』』メディアボーイ、2014年3月20日。ISBN 978-4863881662。
- 『久保田秀敏/1Graphic』イーネット・フロンティア、2015年10月23日。ASIN B014IC0XUW。